# Borcea (Călărași)
Borcea è un comune della Romania di 8 859 abitanti, ubicato del distretto di Călărași, nella regione storica della Muntenia.
Il comune è formato dall'unione di 2 villaggi: Borcea e Pietroiu.